# Habitatge al carrer Montserrat, 25 (Esparreguera)
L'Habitatge al carrer Montserrat, 25 és una obra modernista d'Esparreguera (Baix Llobregat) inclosa a l'Inventari del Patrimoni Arquitectònic de Catalunya.

## Descripció
Habitatge entre mitgeres estructurat en planta baixa i dos pisos. La porta d'entrada és allindada. Sobre seu hi ha una sanefa de rajoles que separa la planta baixa del nivell superior. Al primer pis hi ha un balcó poc sobresortint i al segon una finestra també rectangular. Les llindes d'ambdues obertures estan decorades amb les mateixes rajoles que separen els nivells inferiors. Remata l'edifici tres semicercles separats per uns pilars rectangulars que comencen al nivell del primer pis com a pilastres.